# 得梅因鎮區 (明尼蘇達州傑克遜縣)
得梅因鎮區（英語：Des Moines Township）是位於美國明尼蘇達州傑克遜縣的一個行政鎮區。

## 歷史
得梅因鎮區於1866年設立，得名自得梅因河。

## 地方資料
得梅因鎮區的面積為82.34平方千米，當中陸地面積為80.64平方千米，而水域面積為1.70平方千米。根據2020年美國人口普查的數據，當地共有人口236人，而人口密度為每平方千米2.87人。